# マトリックスメタロプロテイナーゼ-9
マトリックスメタロプロテイナーゼ-9（英: matrix metalloproteinase-9、略称: MMP-9）、または92 kDa IV型コラゲナーゼ（英: 92 kDa type IV collagenase）、ゼラチナーゼB（英: gelatinase B）は、細胞外マトリックスの分解に関与する亜鉛型メタロプロテイナーゼファミリーに属する酵素である。ヒトではMMP9遺伝子にコードされており、シグナルペプチド、プロペプチド、3つのフィブロネクチンII型リピートが挿入された触媒ドメイン、C末端のヘモペキシン様ドメインという構成をしている。

## 機能
マトリックスメタロプロテイナーゼ（MMP）ファミリーのタンパク質は、胚発生、生殖、血管新生、骨形成、創傷治癒、細胞遊走、学習や記憶などの正常な生理過程や、関節炎、脳内出血や転移などの病理過程において、細胞外マトリックス（ECM）の解体に関与している。大部分のMMPは不活性な前駆体タンパク質として分泌され、細胞外のプロテイナーゼによって切断された際に活性化される。MMP-9は、IV型・V型コラーゲンやその他の細胞外マトリックスタンパク質を分解する。アカゲザルでの研究ではMMP-9はIL-8によって誘導される骨髄からの造血系前駆細胞の動員に関与していることが示唆されており、またマウスでの研究では腫瘍と関係した組織のリモデリングに関与していることが示唆されている。
椎間板タンパク質トロンボスポンジンは、ECMのリモデリングの重要なエフェクターであるMMP-2やMMP-9との相互作用を調節する。

### 好中球
MMP-9は、エラスターゼとともに、好中球が基底膜を越えて遊走するための調節因子として機能しているようである。
MMP-9は、ECMの分解、IL-1βの活性化、いくつかのケモカインの分解など、好中球の作用に関わるいくつかの重要な機能を果たしている。マウスモデルではMMP-9の欠乏によってエンドトキシンショックに対する抵抗性が生じることから、MMP-9が敗血症に重要であることが示唆されている。

### 血管新生
MMP-9は、血管新生や血管発生に重要な役割を果たしている可能性がある。一例として、MMP-9は悪性神経膠腫の血管発生と関係したリモデリングに関与しているようである。骨の成長板の形成においては、成長板での血管新生と肥大軟骨細胞の形成の双方において重要な調節因子である。MMP-9のノックアウトモデルでは、アポトーシス、血管発生、肥大軟骨細胞の骨化の遅れが引き起こされる。また、血管新生の重要な要素である血管内皮幹細胞のリクルートにもMMP-9が必要であることを示すエビデンスが蓄積している。

### 創傷治癒
MMP-9は、ヒトの呼吸上皮の治癒の際に大きくアップレギュレーションされる。MMP-9欠損マウスでは創傷治癒時にフィブリノゲンマトリックスを除去することができないことから、MMP-9が上皮の創傷治癒を調整していることが示唆される。MMP-9はTGF-β1と相互作用した際にはコラーゲンの収縮を刺激し、創傷の閉鎖を補助する。

## 構造

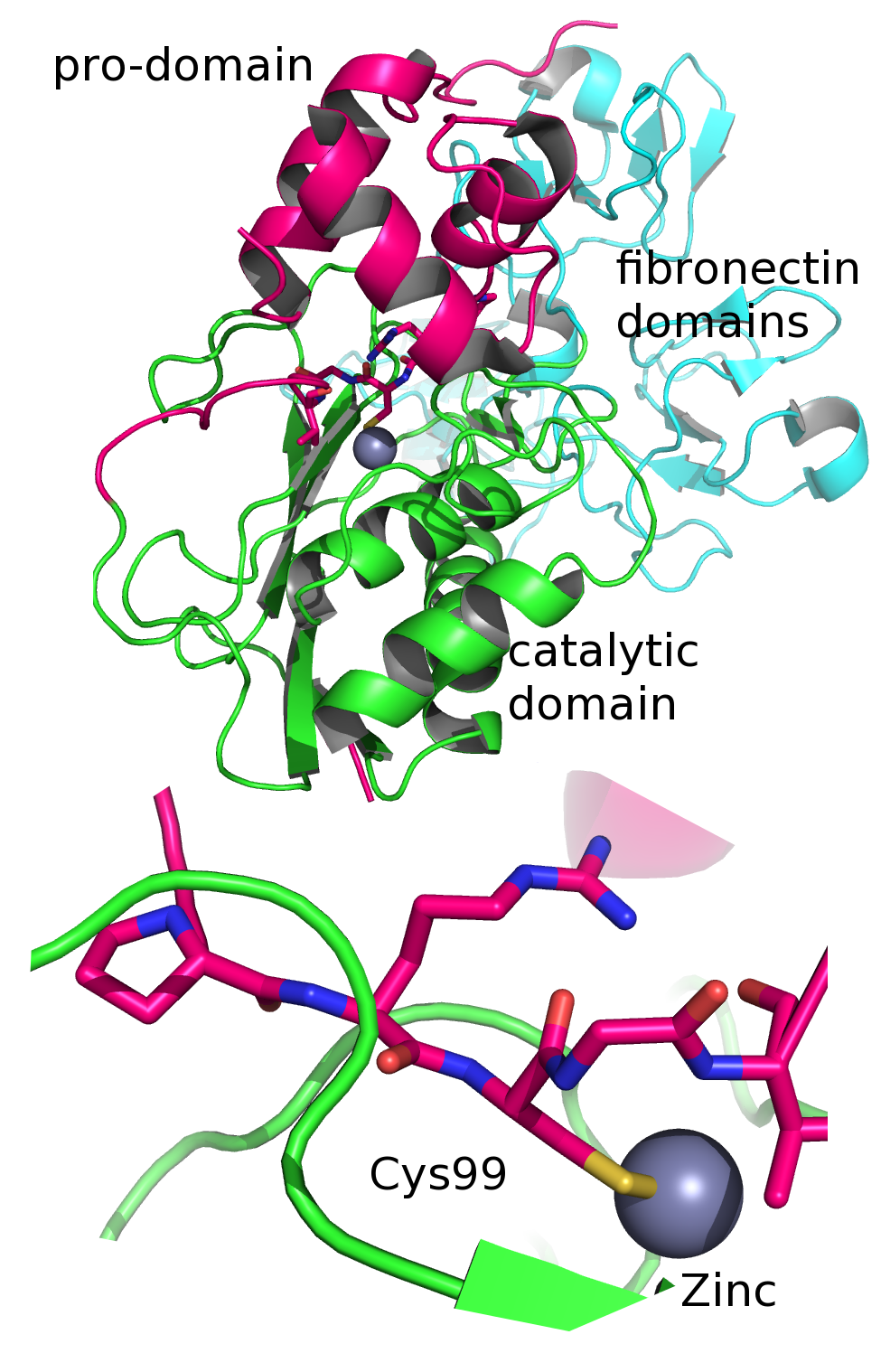
MMP-9前駆体の構造。プロペプチド（マゼンタ）、触媒ドメイン（緑）、フィブロネクチンドメイン（シアン）。システインスイッチ領域の詳細を下部に示す、。

MMP-9は、19アミノ酸からなるシグナルペプチドを含むプレプロ酵素として合成され、不活性なプロ酵素（酵素前駆体）として分泌される。MMP-9のプロ酵素は5つのドメインから構成される。N末端のプロペプチド、亜鉛を結合した触媒ドメイン、そしてC末端のヘモペキシン様ドメインは保存されている。プロペプチドは、保存されたPRCGVPD配列によって特徴づけられる。この配列内のシステイン残基は「システインスイッチ」として知られている。このシステイン残基は触媒亜鉛と結合し、酵素を不活性状態に維持している。

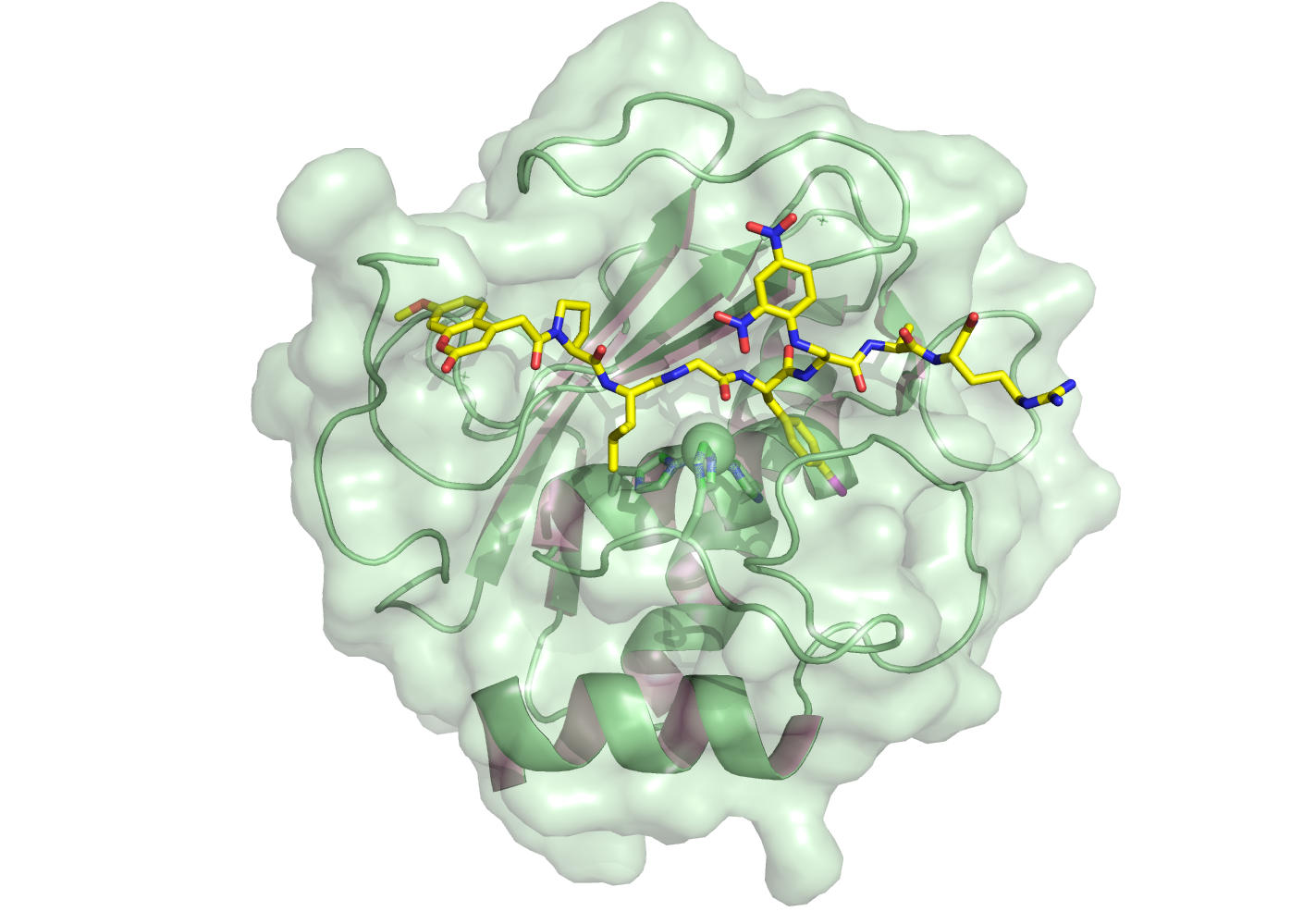
合成蛍光ペプチド基質と複合体を形成したMMP-9の触媒ドメイン、。

MMP-9は、プラスミンとMMP-3が関与するプロテアーゼカスケードとの相互作用を介して活性化される。プラスミンは酵素前駆体から活性型MMP-3を生み出す。そして活性型MMP-3は92 kDaのプロMMP-9からプロペプチドを切断し、酵素活性を有する82 kDaのMMP-9を生み出す。活性型酵素では、酵素活性部位に位置していたプロペプチドに置き換わって基質が結合し、切断が行われる。触媒ドメインには、2つの亜鉛原子と3つのカルシウム原子が含まれている。触媒亜鉛には、保存されたHEXXHXXGXXHモチーフの3つのヒスチジン残基が配位している。もう1つの亜鉛原子と3つのカルシウム原子は構造的役割を果たしている。MMP-9には独特な"Met-turn"構造を形成する保存されたメチオニン残基が存在し、それゆえメトジンシン（metzincin）ファミリーに分類される。触媒ドメインには3つのII型フィブロネクチンリピートが挿入されているが、MMP-9と阻害剤との複合体の結晶構造の大半ではこれらのドメインは除去されている。活性型MMP-9のC末端にはヘモペキシン様ドメインが存在する。このドメインは楕円体の形状をしており、4つのブレードからなるβプロペラと1本のαヘリックスから形成される。各ブレードは4本の逆平行βストランドから構成され、4つのブレードが漏斗型に配置された中央のトンネルには2つのカルシウムイオンと2つの塩化物イオンが位置している。ヘモペキシン様ドメインは、三重らせんを形成している間質型コラーゲンの切断の促進に重要である。

## 臨床的意義
MMP-9は、がん、妊娠マラリア、免疫疾患、心血管疾患など多数の病理過程との関係が知られている。

### 関節炎
関節リウマチや局所脳虚血の症例では、MMP-9濃度が症状していることが示されている。

### がん
細胞外マトリックスのリモデリングや血管新生におけるMMP-9の役割は、がんの病理と広く関係している。MMP-9などのMMPによる基底膜や細胞外マトリックス中のIV型コラーゲンの分解は、腫瘍の浸潤、転移、増殖、血管新生などプログレッション過程を促進するため、いくつかのヒトの悪性腫瘍の発生に関与している場合がある。一例として、転移性乳がん細胞株ではMMP-9の発現上昇がみられる。MMP-9は血管新生から間質のリモデリング、最終的には転移まで、腫瘍のプログレッションにおいて中心的役割を果たしているが、MMP-9阻害のがん治療への応用はその生理的機能のために困難である可能性がある。一方、消化器がんや婦人科がんではMMP-9/TIMP複合体濃度の増加が観察されるため、腫瘍の転移の診断用途での研究が行われている。

### 心血管疾患
特発性心房細動の進行時にはMMP-9濃度が上昇する。
MMP-9は大動脈瘤の発生と関係していることが知られており、遺伝子の破壊によって発生を防ぐことができる。ドキシサイクリンはMMP-9の阻害を介して大動脈瘤の拡大を抑制することが動物モデルで示されており、ヒトでも大動脈の炎症を低減することが示されている。

### 妊娠マラリア
ガーナ人集団を対象とした研究では、MMP9遺伝子のSNP（1562 C > T、rs3918242） が妊娠マラリアに対する保護効果を有することが示されており、MMP-9がマラリアに対する感受性に関与している可能性が示唆されている。

### ドライアイ
ドライアイの患者、特にマイボーム腺の機能不全を伴う患者ではMMP-9濃度が上昇している。

## 関連文献
- “Matrix metalloproteinases”. The Journal of Biological Chemistry 274 (31):  21491–4. (July 1999). doi:10.1074/jbc.274.31.21491. PMID 10419448.
- “Toxic role of prostaglandin E2 receptor EP1 after intracerebral hemorrhage in mice”. Brain, Behavior, and Immunity 46:  293–310. (May 2015). doi:10.1016/j.bbi.2015.02.011. PMC 4422065. PMID 25697396.
- “Neutrophil gelatinase B and chemokines in leukocytosis and stem cell mobilization”. Leukemia & Lymphoma 43 (2):  233–41. (February 2002). doi:10.1080/10428190290005982. PMID 11999552.
- “Time course of upregulation of inflammatory mediators in the hemorrhagic brain in rats: correlation with brain edema”. Neurochemistry International 57 (3):  248–53. (October 2010). doi:10.1016/j.neuint.2010.06.002. PMC 2910823. PMID 20541575.
- “Control of MMP-9 expression at the maternal-fetal interface”. Journal of Reproductive Immunology 55 (1–2):  3–10. (2002). doi:10.1016/S0165-0378(01)00142-5. PMID 12062817.
- “Emerging features in the regulation of MMP-9 gene expression for the development of novel molecular targets and therapeutic strategies”. Current Drug Targets. Inflammation and Allergy 2 (3):  206–15. (September 2003). doi:10.2174/1568010033484133. PMID 14561155.
- “PGE2 receptor agonist misoprostol protects brain against intracerebral hemorrhage in mice”. Neurobiology of Aging 36 (3):  1439–50. (March 2015). doi:10.1016/j.neurobiolaging.2014.12.029. PMC 4417504. PMID 25623334.
- “Matrix metalloproteinase-9 in cerebral-amyloid-angiopathy-related hemorrhage”. Journal of the Neurological Sciences 229-230:  249–54. (March 2005). doi:10.1016/j.jns.2004.11.041. PMID 15760647.
- “Expression cloning of novel regulators of 92 kDa type IV collagenase expression”. Biochemical Society Transactions 33 (Pt 5):  1135–6. (November 2005). doi:10.1042/BST20051135. PMID 16246065.
- “Dynamic changes of inflammatory markers in brain after hemorrhagic stroke in humans: a postmortem study”. Brain Research 1342:  111–7. (June 2010). doi:10.1016/j.brainres.2010.04.033. PMC 2885522. PMID 20420814.
- “Cerebroprotection by the neuronal PGE2 receptor EP2 after intracerebral hemorrhage in middle-aged mice”. Journal of Cerebral Blood Flow and Metabolism 37 (1):  39–51. (January 2017). doi:10.1177/0271678X15625351. PMC 5363749. PMID 26746866.
- “Matrix metalloproteinase-9 and autoimmune diseases”. Journal of Clinical Immunology 26 (4):  299–307. (July 2006). doi:10.1007/s10875-006-9022-6. PMID 16652230.